# 권성
권성(權誠, 1941년 8월 14일 ~ )은 대한민국의 헌법재판소 재판관을 지낸 법조인이다.

## 생애
충청남도 연기에서 태어났다. 경기고등학교, 서울대학교 법과대학을 졸업한 뒤 2000년부터 2006년까지 헌법재판소 재판관을 지내고 정년퇴임하였다. 그 후 언론중재위원회 위원장, 2008년 제1대 인하대학교 법학전문대학원 원장, 2010년 제7대 인간성 회복 운동 추진협의회 이사장 등을 역임하였다.
서울고등법원 부장판사로 재직할 당시 이완용 증손 재산 재산반환소송 승소판결을 한 인물로도 알려져 있다.